# 岡氏鋸棘單棘魨
岡氏鋸棘單棘魨，為輻鰭魚綱魨形目鱗魨亞目單棘魨科的其中一種，為亞熱帶海水魚，分布於東印度洋澳洲南部海域及半鹹水域，棲息深度5-150公尺，體長可達60公分，棲息在沿岸礁石區及河口區，生活習性不明。

## 扩展阅读
維基物種上的相關：岡氏鋸棘單棘魨